# 100 Code
100 Code (auch unter dem Titel The 100 Code / The Hundred Code bekannt) ist eine schwedisch-deutsch koproduzierte Dramaserie mit Dominic Monaghan und Mikael Nyqvist in den Hauptrollen. Die Serie stellt die erste internationale Koproduktion des deutschen Bezahlfernsehsenders Sky dar. Die deutsche Erstausstrahlung erfolgte am 14. März 2015 bei Sky Krimi. Im frei empfangbaren Fernsehen zeigte ZDFneo die Serie ab dem 8. November 2016.

## Handlung
Der New Yorker Detective Tommy Conley (Dominic Monaghan) soll in Stockholm helfen, eine besonders grausige Mordserie aufzudecken: junge, blonde, blauäugige Frauen werden in regelmäßigen Abständen in der Nähe von Gewässern und Blumenfeldern ermordet aufgefunden. Dabei muss der New Yorker mit dem schwedischen Ermittler Mikael Eklund (Michael Nyqvist) zusammenarbeiten. Die beiden hassen einander, beide kämpfen mit eigenen Dämonen. Nach anfänglichen Problemen kommen die Ermittler einer Mordserie auf die Spur, welche nicht, wie anfänglich gedacht, sich auf New York und Stockholm beschränkt, sondern weit größere Dimensionen hat.

## Besetzung und Synchronisation
Die deutschsprachige Synchronisation der Serie entsteht bei der TaunusFilm GmbH Synchron, Berlin unter Dialogbuch von Michael Schlimgen, Änne Troester und Gerrit Schmidt-Foß, sowie unter Dialogregie von Susanna Bonasewicz
| Schauspieler     | Charakter     | Synchronsprecher  |
| ---------------- | ------------- | ----------------- |
| Mikael Nyqvist   | Mikael Eklund | Michael Lott      |
| Dominic Monaghan | Tommy Conley  | Tommy Morgenstern |

## Veröffentlichung
Eine Veröffentlichung der Serie auf DVD und BluRay, vertrieben durch Polyband Medien, erschien am 30. Oktober 2015.